# Sekta Core!
Sekta Core! est un groupe mexicain de ska et punk hardcore, originaire d'Atizapán de Zaragoza, dans l'État de Mexico.

## Histoire
Le groupe est formé en mars 1994 à Atizapán de Zaragoza,,, et fait partie, dès cette année-là, du mouvement ska au Mexique, une renaissance du genre dans le pays basée sur la soi-disant troisième vague qui a lieu à partir de 1995. Après avoir enregistré leur première démo Terorrismo kasero avec le producteur indépendant Pepe Lobo en 1996, ils signent en 1997 avec Sony Music Entertainment pour leur album Morbos club, signé à l'origine pour quatre albums, mais qui n'en a enregistré que deux. 
Leurs paroles traitent de thèmes urbains, avec un contenu social, ce qui a influencé d'autres groupes du genre, et pour soutenir des événements pour des causes telles que l'Armée zapatiste de libération nationale. Parmi leurs influences, citons Tijuana No!, Todos Tus Muertos et Mano Negra. Ils ont participé à des festivals tels que Vive Latino dans plusieurs de ses éditions, SkaTex, etc., étant l'un des groupes les plus attendus par les participants à ces festivals.

## Discographie

### Albums
- 1996 : Una noche en la colonia (démo)
- 1997 : Terrorismo Kasero
- 1998 : Morbo's club
- 2000 : Infierno
- 2002 : ¡Con fuerza!
- 2005 : Sekta Core Royal Club
- 2008 : Bestias vs Hombres
- 2010 : Evil 6
- 2011 : Honor 6
- 2018 : Violencia 6
- 2023 : sinfonía del caos

### Albums live
- 2006 : Unidad Lealtad Comunidad
- 2016 : Ser fuertes en el Alicia